# Фатіма Джібрел
Фатіма Джібрел (сом. Fadumo Jibriil , араб. فاطمة جبريل ; нар. 30 грудня 1947 р.) — сомалійсько-американська екологічна активістка. Вона була співзасновницею і виконавчим директором Організації допомоги та розвитку Африканського Рогу (нині Adeso), співзасновницею Sun Fire Cooking і відіграла важливу роль у створенні Жіночої коаліції за мир.

## Біографія
Джібрел народилася 30 грудня 1947 року в Саназі, Сомаліленд, у кочовій родині. Її батько був морським торговцем, який оселився в Нью-Йорку. У дитинстві до 16 років вона відвідувала британську школу-інтернат в Сомалі Після цього вона покинула країну, щоб приєднатися до свого батька в Сполучених Штатах. Там Джібрелл закінчила Темплську середню школу.
У 1969 році вона повернулася в Сомаліленд і працювала в уряді, після чого вийшла заміж за свого чоловіка дипломата Абдурахмана Мохамуда Алі. Поки вона та її родина перебували в Іраку, Джібрел почала навчання в університеті Дамаска в сусідній Сирії. У 1981 році її чоловіка перевели до США, де вона отримала ступінь бакалаврки мистецтв з англійської мови. Згодом вона здобула ступінь магістерки соціальної роботи в Університеті Коннектикуту. Проживаючи в США, Джібрел та її чоловік виховали п'ятьох дочок, у тому числі Деган Алі. Вона також стала американською громадянкою.

## Екологічність
Підштовхнута громадянською війною в Сомалі, яка почалася в 1991 році, Джібрелл разом зі своїм чоловіком та друзями сім'ї заснувала Організацію допомоги та розвитку Африканського Рогу, яку в народі називають Horn Relief, неурядову організацію (НУО), в якій вона обіймала посаду виконавчого директора. У 2012 році Horn Relief офіційно змінила назву на Adeso. Хоча Джібрел пішла у відставку з посади виконавчого директора в 2006 році, вона продовжує працювати в раді директорів організації та в її програмах для Сомалі. Adeso описує свою місію як роботу на низовому рівні, спрямовану на піднесення місцевих громад.
Джібрел зіграла важливу роль у створенні Жіночої коаліції за мир, щоб заохочувати жінок до більшої участі в політиці та соціальних питаннях. Вона також стала співзасновницею компанії Sun Fire Cooking, яка має на меті представити сонячні плити в Сомалі, щоб зменшити залежність від деревного вугілля як палива.
У 2008 році Джібрел написала і виступила співпродюсеркою короткометражного фільму під назвою «Трафік деревного вугілля», у якому використано вигадану сюжетну лінію, щоб просвітити громадськість про кризу деревного вугілля. Режисером фільму став Натан Коллетт.
У 2011 році разом із відставним австралійським дипломатом Джеймсом Ліндсі Джібрел опублікувала книгу про кочову сільську місцевість та життя Сомалі «Мир і молоко: сцени Північного Сомалі». Робота отримала міжнародну оцінку екологічних організацій, у тому числі Екологічного фонду Голдмана та Résistants pour la Terre.

## Антивугільна кампанія
Через Horn Relief Джібрел організувала успішну кампанію з порятунку старих лісів з акацій у північно-східній частині Сомалі. Ці дерева, вік яких може досягати 500 років, вирубували для виготовлення деревного вугілля, оскільки це так зване «чорне золото» користується великим попитом на Аравійському півострові, де бедуїнські племена цього регіону вважають акацію священною. Однак, будучи відносно недорогим паливом, яке задовольняє потреби споживачів, виробництво деревного вугілля часто призводить до вирубки лісів та опустелювання. Для вирішення цієї проблеми Джібрел і Хорн Реліф навчили групу підлітків інформувати громадськість про постійну шкоду, яку може завдати виробництво деревного вугілля. У 1999 році, щоб покласти край так званим «вугільним війнам», Horn Relief координував марш миру в північно-східному регіоні Сомалі Пунтленді. У результаті лобіювання та освітніх зусиль Джібрели в 2000 році уряд Пунтленду заборонив експорт деревного вугілля. З тих пір уряд також застосував заборону, що, як повідомляється, призвело до 80 % падіння експорту продукту.

## Нагороди
За свої зусилля щодо боротьби проти деградації навколишнього середовища та опустелювання Джібрел отримала низку нагород. У 2002 році їй було вручено екологічну премію Голдмана, найпрестижнішу екологічну нагороду. У 2008 році вона також отримала премію Національного географічного товариства / Фонду Баффета за лідерство в охороні природи. У 2014 році Джібрел отримала нагороду «Чемпіони Землі» Програми ООН з навколишнього середовища (ЮНЕП) за свою роботу з охорони навколишнього середовища. Крім того, у 2016 році Джібрел отримала премію Такрім за екологічний розвиток та стійкість.